# Kościół Zwiastowania Pańskiego w Poznaniu
Kościół Zwiastowania Pańskiego – rzymskokatolicki kościół parafialny, zlokalizowany w Poznaniu przy ul. Bolesława Leśmiana 2a, na Osiedlu Poetów w obrębie Edwardowa. Zbudowany jest na rzucie kolistym, w konstrukcji żelbetowej, wypełnionej cegłą i pustakami.
Parafia Zwiastowania Pańskiego została erygowana w roku 2009. 12 grudnia 2012 dekretem ks. arcybiskupa Stanisława Gądeckiego kościół uzyskał tytuł diecezjalnego Sanktuarium Świętości Życia. W marcu 2023 odwiedził go arcybiskup Utrechtu, Willem Jacobus Eijk.